# ТВ Е
ТВ Е је црногорска телевизијска станица са сједиштем у Даниловграду. Телевизија је са експерименталним емитовањем почела 13. јула 2022. године, док је 12. јануара 2023. почела са емитовањем редовног програма у пуном капацитету.

## Историја
ТВ Е је основала Lipa Media. Телевизија је са експерименталним емитовањем почела 13. јула 2022. године у 13 сати и 13 минута. Током експерименталног емитовања гледаоци су имали прилику уживати у љепотама Црне Горе и сазнати занимљиве приче из Црне Горе, али и свијета, истовремено се радило на сценографијама и емисијама телевизије. Емитовање редовног програма у пуном капацитету започело је 12. јануара 2023. године у 7 сати са јутарњим програмом под називом Будилник.
Као власница и извршна директорица телевизија уписана је Соња Дробац. Чланови Одбора директора су Драшко Ђурановић, Јованка Бабић и адвокат Никола Мартиновић. Главни и одговорни уредник је Драган Сјеклоћа.

## Програм

### Емисије
- Будилник - радним данима у 7.00
- Срећан дан - радним данима у 9.00
- е - уживо - радним данима у 16.00
- 24 сата - сваки дан у 19.00
- Лежање је опуч при сјеђењу - радним данима у 20.00
- Гас до нас - радним данима у 20.30
- Укрштене ријечи - понедељком у 22.00
- Линија живота - уторком у 22.00
- Велика дебата - сриједом у 22.00
- Сјенке - четвртком у 22.00
- Изврнуте приче - петком у 22.00
- Јутро са Мајом Поповић - викендом у 9.00
- Викенд уживо - викендом у 14.00
- Матијине приче - викендом у 18.55
- Кућа шампиона - викендом у 19.30
- Ранч - суботом у 20.00
- Звјездана прашина - недјељом у 22.00

### Серије
- Откуцаји срца - радним данима у 18.00
- Ти си моја домовина - радним данима у 21.00